# 白蒲镇民居
白蒲镇民居，位于江苏省南通市如皋市，是中华人民共和国江苏省文物保护单位之一。
2006年6月5日，授予江苏省文物保护单位，是一座古建筑。